# 中国邮递员问题
中国邮递员问题（也称路线检查问题，Route Inspection Problem）是一个图论问题。此問題為在一個連通的無向圖中找到一最短的封閉路徑，且此路徑需通過所有邊至少一次。现实意义中，中国邮递员问题就是在一個已知的地區，郵差要設法找到一條最短路徑，走過此地區所有的街道，且最後要回到出發點。
此問題是圖遍歷問題的一種。无向图的中国邮递员问题是容易解决的，是P问题；而有向图的中国邮递员问题是NP完全问题。中国邮递员问题由管梅谷教授在1960年提出，而美國國家標準和技術研究院（NIST）的 Alan Goldman 首先將此問題命名为中国邮递员问题。

## 无向图上中国邮递员问题的解法
若圖中有歐拉迴路，因為歐拉迴路通過所有的邊，因此任何一個歐拉迴路即為此問題的解。
若圖中不存在歐拉迴路，其中必存在有奇數個邊的端點，且這類的端點一定大於等于2個。因此有些邊需要再重覆一次，使奇數邊的端點變為偶數邊的端點。

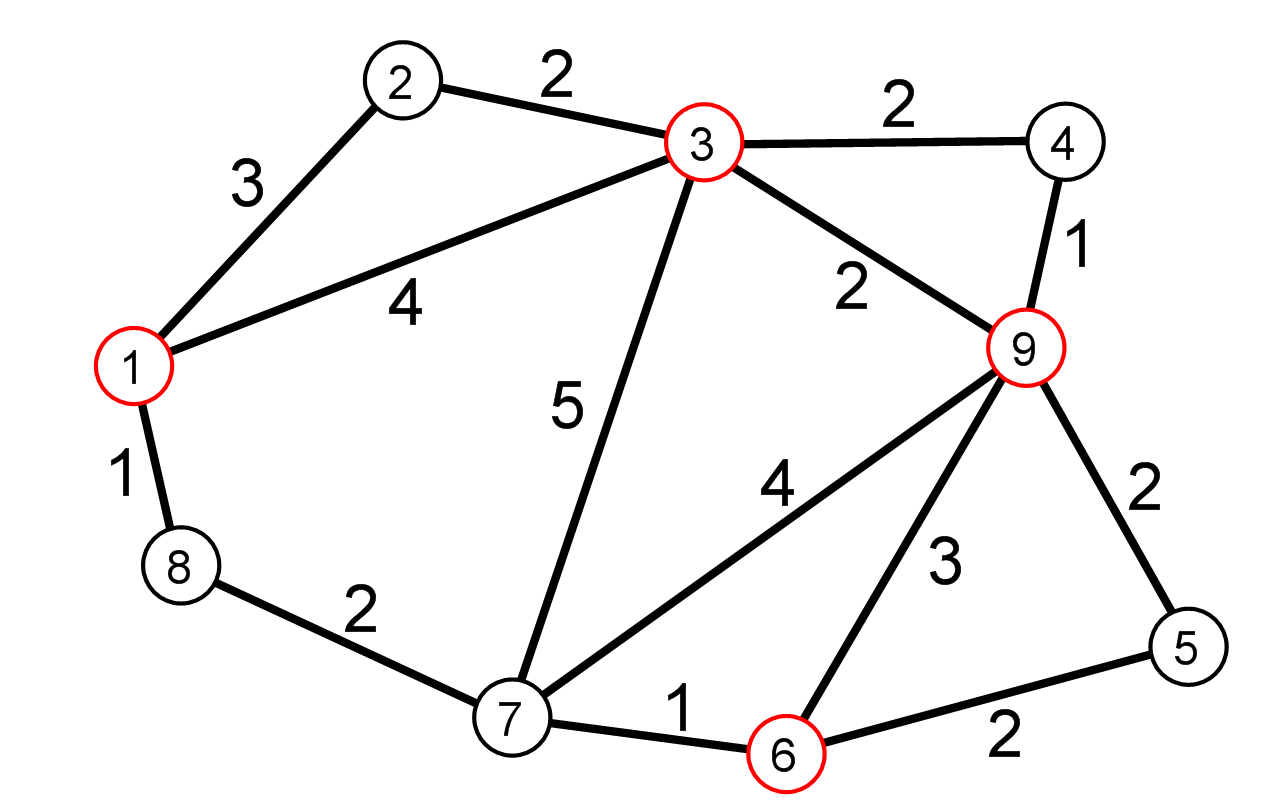
用圖來模擬一個鎮的街道，標示紅色的路口有奇數條路通過。

假設有一個鎮有14條路及9個路口（路口分別編號為 1,2, …,9），其路和路口對應的圖（右邊第 1 圖，邊上的數字是各邊的 cost）中有4個端點（編號 1, 3, 6 及9）有奇數個邊通過，因此這個圖不存在歐拉迴路。後續要作的在圖中使幾個邊重覆，使圖中所有的端點均有偶數邊通過。例如若圖中 {1,3} 及 {6.9} 邊重覆，所有的端點均有偶數邊通過。不過增加的長度不一定最少。

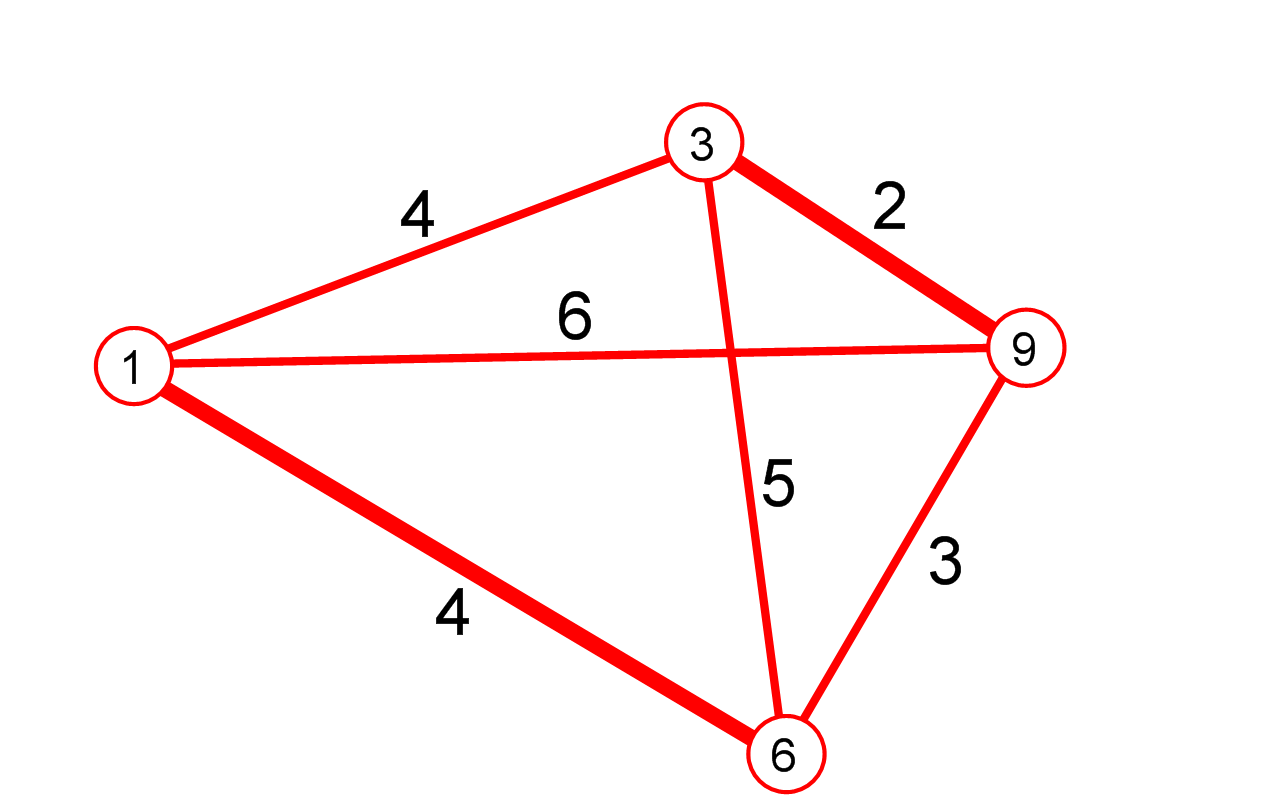
所有奇數邊端點組成的完全圖。

為了要確定重覆哪個邊可以使原圖的端點都有偶數邊通過，且增加長度最少。先畫出所有奇數邊的端點的完全圖 {\displaystyle K_{4}} （右邊第 2 圖），邊上的數字是從一端點到另一端點（可以經過其他完全圖 {\displaystyle K_{4}} 中省略的點）的最短長度。若選擇邊 {1,6} 及 {3,9}，所有端點都經過一次，而總長度 {\displaystyle 4+2=6}最短。

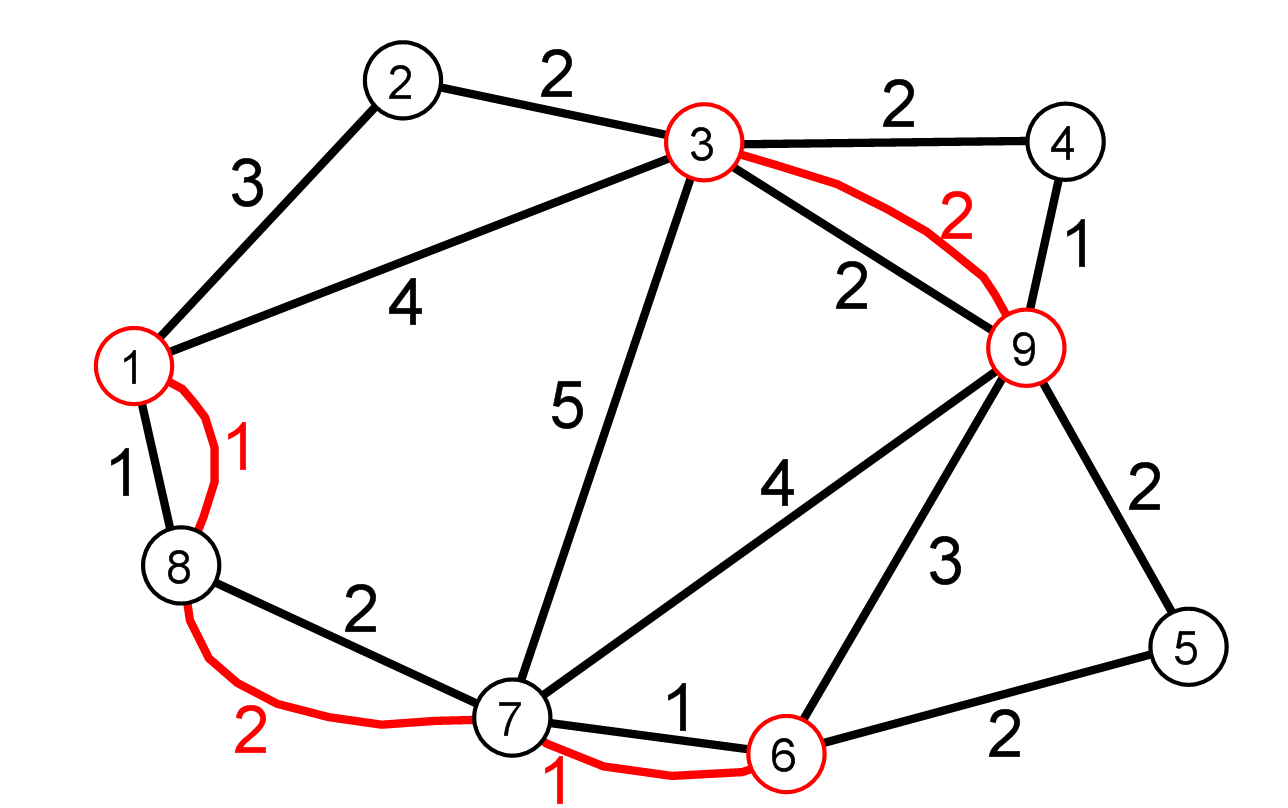
最後的解，紅色部份是新增的邊及其對應的長度。

因此原來的圖中，連接端點 1 和 6, 端點 3 和 9 的邊再重覆一次，所有端點均有偶數個邊通過（右邊第 3 圖）。因此任一個歐拉路徑即為此問題的解答，如以下的端點順序 (1,2,3,4,9,3,1,8,7,3,9,7,6,9,5,6,7,8,1) 即為一解。圖中紅色的部份即為重複的邊。

## 外部連結
- Chinese Postman Problem （页面存档备份，存于）